# Charge en suspension
La charge en suspension (ou débit solide en suspension les sédiments en suspension, ou les alluvions en suspension) d'un écoulement de fluide, comme une rivière, est la partie de ses sédiments (charge) soulevée par l'écoulement du fluide lors du transport des sédiments. Il est maintenu suspendu par la turbulence du fluide. La charge en suspension est généralement constituée de particules plus petites, comme l'argile, le limon et les sables fins. C'est une catégorie de matière en suspension.

## Transport des sédiments

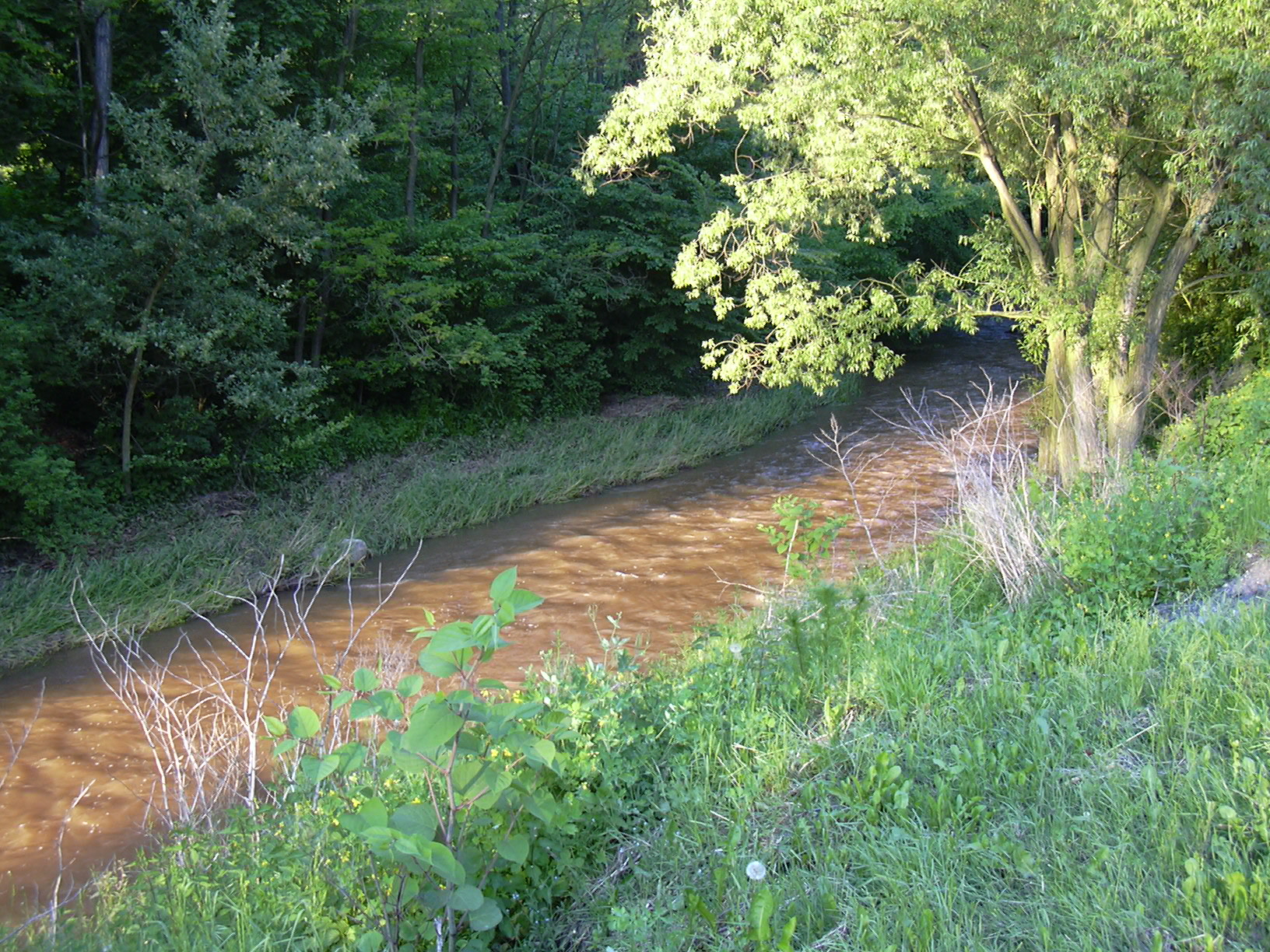
Transport des sédiments

La charge en suspension est l'une des trois couches du système de transport des sédiments fluviaux. La charge de fond se compose des plus gros sédiments transportés par saltation, roulement et entraînement sur le lit de la rivière. La charge en suspension est la couche intermédiaire constituée de petits sédiments en suspension. La charge de ruissellement (en) est la couche la plus élevée constituée des plus petits sédiments visibles à l'œil nu:  la charge de ruissellement se mélange facilement avec la charge en suspension pendant le transport en raison du processus très similaire. La charge en suspension ne touche jamais le lit, même en dehors d'un courant.

## Composition
La frontière entre la charge de fond et la charge en suspension n'est pas simple car le fait qu'une particule soit en suspension ou non dépend de la vitesse d'écoulement - il est facile d'imaginer une particule se déplaçant entre la charge du lit, la suspension partielle et la suspension complète dans un fluide à débit variable. La charge en suspension est généralement constituée de particules de sable fin, de limon et d'argile, bien que des particules plus grosses (sables plus grossiers) puissent être transportées dans la colonne d'eau inférieure dans des écoulements plus intenses.

## Charge en suspension vs sédiments en suspension
La charge en suspension et les sédiments en suspension sont très similaires, mais ne sont pas les mêmes. Les sédiments en suspension contiennent des sédiments soulevés dans les zones fluviales, mais contrairement à la charge en suspension, aucune turbulence n'est nécessaire pour les maintenir en élévation. Les charges suspendues nécessitaient la vitesse pour maintenir le transport des sédiments au-dessus du lit. Avec une faible vitesse, le sédiment se déposera.

## Rapidité
La charge en suspension est transportée dans la partie inférieure à moyenne de la colonne d'eau et se déplace à une grande partie de la vitesse moyenne d'écoulement du cours d'eau, avec un nombre de Rouse compris entre 0,8 et 1,2. Les taux dans le nombre de Rouse révèlent comment les sédiments se transporteront à la vitesse actuelle. C'est le rapport de la vitesse de chute et de la vitesse de soulèvement sur un grain.
| Mode de transport         | Numéro de réveil |
| ------------------------- | ---------------- |
| Charge de fond            | > 2,5            |
| Charge en suspension 50%  | > 1,2, <2,5      |
| Charge en suspension 100% | > 0,8, <1,2      |
| Charge de ruissellement   | <0,8             |

## Diagrammes

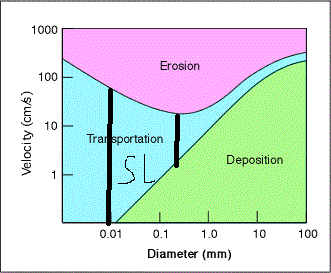

La charge en suspension est souvent visualisée à l'aide de deux diagrammes. La courbe de Hjulström utilise la vitesse et la taille des sédiments pour comparer le taux d'érosion, de transport et de dépôt. Bien que le diagramme montre le taux, un défaut du diagramme de Hjulström est qu'il ne rend pas compte de la profondeur du ruisseau, ce qui donne un taux estimé.
Le deuxième diagramme utilisé est le diagramme de Shields. Le diagramme de Shields utilise la contrainte critique de Shields et le nombre de Reynolds pour estimer le taux de transport. Le diagramme de Shields est considéré comme un graphique plus précis pour estimer la charge en suspension
,.

## Mesure de la charge en suspension

### Contrainte de cisaillement
Pour trouver la puissance du flux pour le transport des sédiments. La contrainte de cisaillement aide à déterminer la force requise pour permettre le transport des sédiments.
{\displaystyle \tau =Pw.g.d.s}

### Contrainte de cisaillement critique
Le point auquel les sédiments sont transportés dans un cours d'eau
{\displaystyle \tau {\scriptstyle {\text{c}}}=\tau {\scriptstyle {\text{c}}}.g.(p{\scriptstyle {\text{s}}}-p{\scriptstyle {\text{w}}})d50}

### Taux de transport de charge en suspension
{\displaystyle q{\scriptstyle {\text{s}}}=w.h.c{\scriptstyle {\text{a}}}.[((a/h)^{z}-(a/h))/((1-a/h)Z.(1.2-Z))]}

## Voir également
- Sédiment
- Transport des sédiments
- Nombre de Rousse
- Charge de fond
- charge de ruissellement (en)
- Charge dissoute